# Blackfalds
Blackfalds es un pueblo canadiense situado en la provincia de Alberta.

## Superficie
Blackfalds tiene una superficie de 16,58 km².

## Demografía
En 2021, tenía 10 470 habitantes, una densidad poblacional de 631,4 hab./km², y 3952 viviendas.